# Citronmåne
En citronmåne eller citronhalvmåne er en halvcirkelformet sandkage med gul glasur med citronsmag.
Hører til kategorien "Benzinkager" fordi den blandt andet forhandles på tankstationer.  Er muligvis landets mest solgte kage.
Firmaet Dan Cake producerer citronmåner.